# Zgorzelec Miasto

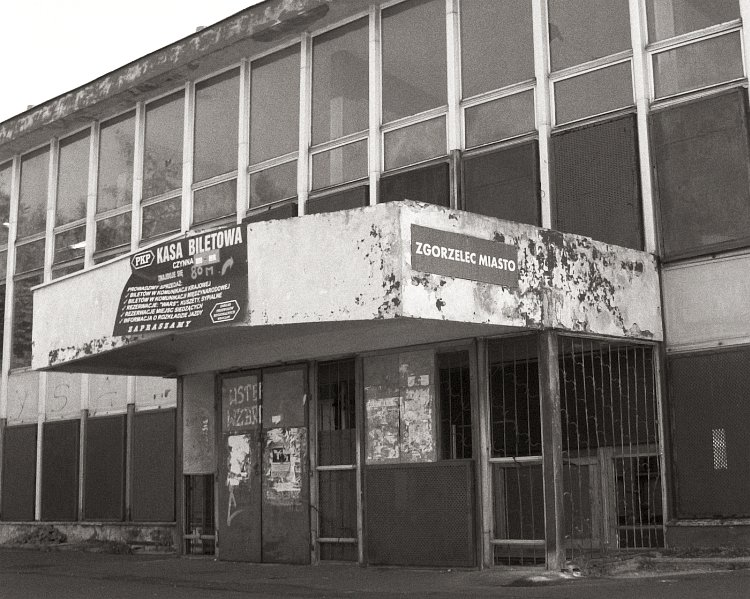
Wejście główne do budynku dworca

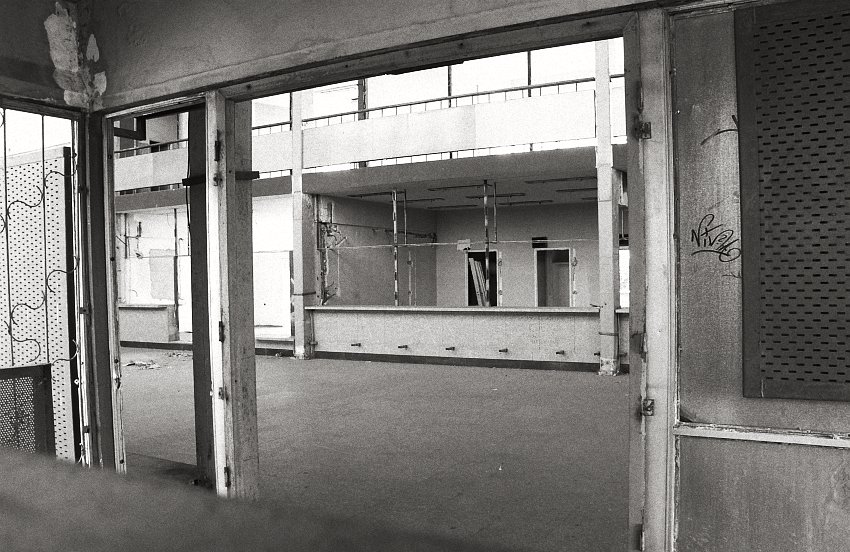
Widok na dawne kasy biletowe

Zgorzelec Miasto – przystanek osobowy w Zgorzelcu, w województwie dolnośląskim, w Polsce.
W maju 2007 budynek dworcowy odkupiło przedsiębiorstwo, które obiecało jego adaptację na galerię handlową z funkcją dworca autobusowo-kolejowego. Budynek przez długi czas pozostawał niezagospodarowany i zdewastowany, po czym w 2024 roku został finalnie wyburzony. Tory i perony zostały zmodernizowane w 2008 roku.

## Ruch pasażerski
| Rok  | Wymiana pasażerska na dobę |
| ---- | -------------------------- |
| 2017 | 700-999                    |
| 2022 | 700-999                    |